# Note de bas de page
 (mars 2023).
La mise en forme du texte ne suit pas les recommandations de Wikipédia : il faut le « wikifier ».
Les points d'amélioration suivants sont les cas les plus fréquents. Le détail des points à revoir est peut-être précisé sur la page de discussion.
- Les titres sont pré-formatés par le logiciel. Ils ne sont ni en capitales, ni en gras.
- Le texte ne doit pas être écrit en capitales (les noms de famille non plus), ni en gras, ni en italique, ni en « petit »…
- Le gras n'est utilisé que pour surligner le titre de l'article dans l'introduction, une seule fois.
- L'italique est rarement utilisé : mots en langue étrangère, titres d'œuvres, noms de bateaux, etc.
- Les citations ne sont pas en italique mais en corps de texte normal. Elles sont entourées par des guillemets français : « et ».
- Les listes à puces sont à éviter, des paragraphes rédigés étant largement préférés. Les tableaux sont à réserver à la présentation de données structurées (résultats, etc.).
- Les appels de note de bas de page (petits chiffres en exposant, introduits par l'outil «  Source ») sont à placer entre la fin de phrase et le point final[comme ça].
- Les liens internes (vers d'autres articles de Wikipédia) sont à choisir avec parcimonie. Créez des liens vers des articles approfondissant le sujet. Les termes génériques sans rapport avec le sujet sont à éviter, ainsi que les répétitions de liens vers un même terme.
- Les liens externes sont à placer uniquement dans une section « Liens externes », à la fin de l'article. Ces liens sont à choisir avec parcimonie suivant les règles définies. Si un lien sert de source à l'article, son insertion dans le texte est à faire par les notes de bas de page.
- La présentation des références doit suivre les conventions bibliographiques. Il est recommandé d'utiliser les modèles {{Ouvrage}}, {{Chapitre}}, {{Article}}, {{Lien web}} et/ou {{Bibliographie}}. Le mode d'édition visuel peut mettre en forme automatiquement les références.
- Insérer une infobox (cadre d'informations à droite) n'est pas obligatoire pour parachever la mise en page.

Pour une aide détaillée, merci de consulter Aide:Wikification.
Si vous pensez que ces points ont été résolus, vous pouvez retirer ce bandeau et améliorer la mise en forme d'un autre article.

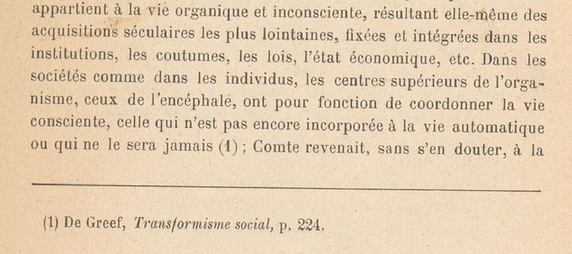
Note de bas de page notée entre parenthèse dans un ouvrage en français d'Alfred Fouillée paru en 1895.

La note de bas de page ou note en bas de page, aussi appelée note infrapaginale, est une forme littéraire consistant en une ou plusieurs lignes ne figurant pas dans le corps du texte (en). Elle se place au bas de la page d'un livre (autrefois dans les marges aussi), parfois en fin de chapitre ou en fin de volume. Sa fonction consiste soit à citer une référence, une source, soit à disposer des arguments ailleurs que dans le texte, soit à ajouter un commentaire, des éléments d'appareil ou d'apparat critique.
Du point de vue typographique, la note en bas de page est composée dans un corps (dimension) inférieur à celui du texte et elle est signalée par un appel de note (renvoi), sous forme d'astérisque, de chiffre, de lettre ou tout autre signe. Les notes peuvent être séparées du corps du texte par un filet.

## Historique
« Les marges des manuscrits et des premiers livres imprimés de théologie, de droit, de littérature ou de médecine fourmillent de gloses qui, comme la note en bas de page de l'historien, mettent le lecteur en mesure d'effectuer un retour en amont, depuis l'argumentaire achevé jusqu'aux textes qui le fondent et sur la base desquels il se développe. Pierre Lombard, dont les commentaires sur les Psaumes [Magna glossatura in Psalmos (en), vers 1160] et les épîtres de Paul « représentent sans doute l'accomplissement de la glose », énumère systématiquement ses sources dans des gloses marginales. »

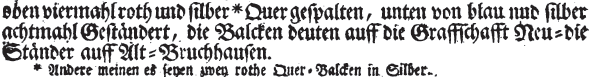
Une note de bas de page notée par un astérisque dans un ouvrage de 1779 en allemand.

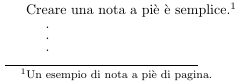
Exemple d'une note de bas de page dans un texte en italien, séparée par un filet.

Dès les origines de l'imprimé, trois types distincts de commentaires, avec leurs espaces respectifs, existent :
- la glose, qui entoure le texte ;
- la « manchette de hache » qui borde le texte en marge et occupe toute la largeur du bas de page ;
- les notes infrapaginales (qui occupent l'espace inférieur de la page) et les notes finales (qui occupent l'espace postérieur au texte)[2].

Le Dictionnaire historique et critique (1696-1702) de Pierre Bayle fourmille de notes en bas de page.
Edward Gibbon fit de la note en bas de page une véritable forme littéraire, dans son Histoire de la décadence et de la chute de l'Empire romain (en anglais) (1776-1788, 6 vol.). L'essai History of Northumberland de John Hodgson (en) contiendrait la note de bas de page la plus longue de l'histoire. Elle court sur la moitié du livre, de la page 155 à 322. Avec ce travail de recherche, l'historien a révolutionné l'historiographie du mur d'Hadrien en attribuant correctement sa construction à ce dernier.
L'historien Leopold von Ranke, dans son Histoires des peuples romans et germains (en allemand) (1824) rendit la note en bas de page indispensable dans tout travail historique, érudit, objectif.

## Appel de note
L’appel de note ou renvoi marque dans le texte l’emplacement de la note hors du texte. Cet appel de note peut avoir plusieurs formes.
En français, les formes les plus courantes sont, :
- l’astérisque * ;
- l’astérisque entre parenthèses (*) ;
- les chiffres supérieurs sans parenthèses 1 ;
- les chiffres supérieurs entre parenthèses (1) ;
- les chiffres supérieurs entre parenthèses du corps de texte (1) ;
- les chiffres du corps entre parenthèses (1) ;
- les lettres supérieures en romain sans parenthèses a ;
- les lettres italiques bas de casse entre parenthèses (a)
- les chiffres du corps entre crochets [1], notamment utilisé lorsque la note accompagne une phrase entre parenthèse ou pour l’appel de note bibliographique pour le distinguer de l’appel de note renvoyant aux notes en bas de page[5] ;
- les chiffres supérieurs entre crochets [1], notamment pour l’appel de note bibliographique[7].

En français, l’appel de note est précédé d’une espace fine insécable et, selon le code typographique utilisé, précède toujours le signe de poncuation ou, notamment selon le Guide du typographe suisse, le suit lorsque la ponctuation donne le ton à la phrase (point d’exclamation ou point d’interrogation) ou après les guillemets d’une citation.
L’astérisque * ou l’astérisque double **, l’obèle † ou la double obèle ‡, généralement dans cet ordre lorsqu’il y a plusieurs appels de note sur une même page, ont été utilisés couramment en français jusqu’au XVIIIe siècle.

## Insertion

### Règles en typographie
Exemple : les notes en bas de page seront utilisées pour rajouter des informations ou des commentaires personnels et devront être rédigées en Bodoni MT (ou Times New Roman), corps 10, interligne simple. Elles répondent à une numérotation continue pour la totalité de l'article. Les références infrapaginales seront au contraire situées dans le corps de l'article, en fin de citation, entre parenthèses. Dans ce dernier cas, il faut indiquer l'auteur, la date, le volume (s'il y en a plusieurs) et la page renvoyant à une bibliographie située à la fin du texte.
Par exemple : « Le tableau, quiconque l'écrit, il n'existe que dans le récit que j'en donne. » (Barthes, 1969, p. 140) 
Lorsqu'on cite le même auteur ou le même ouvrage plusieurs fois dans un travail, il est possible d'utiliser des abréviations latines au lieu de retranscrire à nouveau l'ensemble des informations bibliographiques déjà présentées.
| Abréviation | Locution complète | Traduction littérale     | Usage |
| ----------- | ----------------- | ------------------------ | --- |
| ibid.       | ibidem            | « au même endroit »      | À utiliser lorsqu'on cite la même œuvre dans deux notes de bas de page qui se suivent. |
| id. (masc.) | idem              | « le même »              | À utiliser lorsqu'on cite des ouvrages différents d'un même auteur dans deux notes de bas de page qui se suivent.                                                                            |
| ead. (fém.) | eadem             | « la même »              | À utiliser lorsqu'on cite des ouvrages différents d'un même auteur dans deux notes de bas de page qui se suivent.                                                                            |
| op. cit.    | opere citato      | « dans l'œuvre citée »   | À utiliser lorsqu'on cite une œuvre qui a déjà été citée dans une note de bas de page précédente.                                                                                            |
| loc. cit.   | loco citato       | « dans le passage cité » | À utiliser lorsqu'on cite une partie d'une œuvre (article de périodique ou d'encyclopédie, chapitre d'ouvrage collectif, etc.) qui a déjà été citée dans une note de bas de page précédente. |

### Règles en informatique
Les logiciels de traitement de texte proposent généralement une fonctionnalité de note de bas de page.

### Podcast
- « Mais qui lit les notes de bas de page ? », Sans oser le demander, France Culture, 19 octobre 2022.